# 아직 지나지 않은 여름
"아직 지나지 않은 여름"은 2019년에 개봉한 대한민국의 영화이다.

## 캐스팅
- 이재웅 : 진수 역
- 김진희 : 슬기 역
- 김홍경 : 슬기(과거) 역
- 김송영 : 효진 역
- 임동현 : 태영 역
- 박태건 : 인사과 동기 역
- 강성현 : 선생님 역
- 김지태 : 동아리장 역
- 정지아 : 여고생 역
- 최은율 : 학생들 역
- 이주혜 : 학생들 역
- 김진경 : 학생들 역